# Bruchophagus medicaginis
Bruchophagus medicaginis is een vliesvleugelig insect uit de familie Eurytomidae. De wetenschappelijke naam is voor het eerst geldig gepubliceerd in 1992 door Zerova.